# مدکس
مدکس ( انگلیسی: Maddox؛ زادهٔ ۲۷ مارس ۱۹۷۸) طنز نویس، وب‌مستر، و نویسنده ارمنی‌تبار اهل ایالات متحده آمریکا است که از سال ۱۹۹۷ میلادی تاکنون فعالیت می‌کند.

## زندگی‌نامه
وی با نام اصلی جرج اوزونیان (George Ouzounian) در ۲۷ مارس ۱۹۷۸ در سالت‌لیک‌سیتی به دنیا آمد و از دانشگاه یوتا فارغ‌التحصیل شد. 